# Strada europea E74
La strada europea E74  è una strada di classe A e, come si evince dal numero la cui seconda cifra è pari, è una intermedia ovest-est.
Il suo percorso attraversa i territori di due stati (Francia e Italia) collegando Nizza ad Alessandria, situate, rispettivamente, sui percorsi della strada europea E80 e della strada europea E25.
Attualmente si sviluppa sia su tracciati autostradali, sia su strade statali in Italia e strade nazionali in Francia. Quando sarà completata la A33, il percorso in territorio italiano si svilupperà quasi interamente su autostrada.
La E 74 valica le Alpi in corrispondenza del Colle di Tenda, attraverso la galleria stradale del Colle di Tenda, parte integrante della strada statale 20. Il 2 ottobre 2020, a seguito dei gravi danni causati dalla tempesta Alex, il versante francese della strada – compreso l’accesso alla galleria – crollò, rendendo quest’ultima completamente inagibile. La E 74 risultò così interrotta in due tronconi e rimase tale per diversi anni, in attesa di interventi strutturali. Dopo una fase di riprogettazione e di realizzazione del nuovo tunnel Tenda-bis, la circolazione è ripresa il 28 giugno 2025 con senso unico alternato e orari limitati. Il completamento dei lavori è previsto per la primavera del 2026, mentre l’attivazione completa di entrambi i tunnel è attesa entro la fine del 2028. 

## Percorso
| E74 NIZZA-ALESSANDRIA |                             |                                |                        |
| Stato                 | Tipologia                   | Tratto                         | Interconnessioni       |
| Francia               | autostrada                  | aeroporto di Nizza - Mentone   | in comune con E80      |
| Italia                | autostrada                  | confine di Stato - Ventimiglia | in comune con E80      |
| Italia                | viabilità ordinaria         | Ventimiglia - confine di Stato |                        |
| Francia               | RN204                       | confine di Stato - Tenda       |                        |
|                       | galleria                    | traforo del Colle di Tenda     |                        |
| Italia                | viabilità ordinaria         | Limone Piemonte - Cuneo        |                        |
| Italia                | viabilità ordinaria         | Cuneo - Fossano sud            |                        |
| Italia                | superstrada                 | Tangenziale di Fossano         | E717                   |
| Italia                | viabilità ordinaria         | Fossano nord - Alba nord       |                        |
| Italia                | strada a scorrimento veloce | Tangenziale di Alba            |                        |
| Italia                | autostrada                  | Alba est - Isola d'Asti        |                        |
| Italia                | superstrada                 | Isola d'Asti - Asti            |                        |
| Italia                | autostrada                  | Asti - Alessandria             | E25; in comune con E70 |